# 傲勝國際

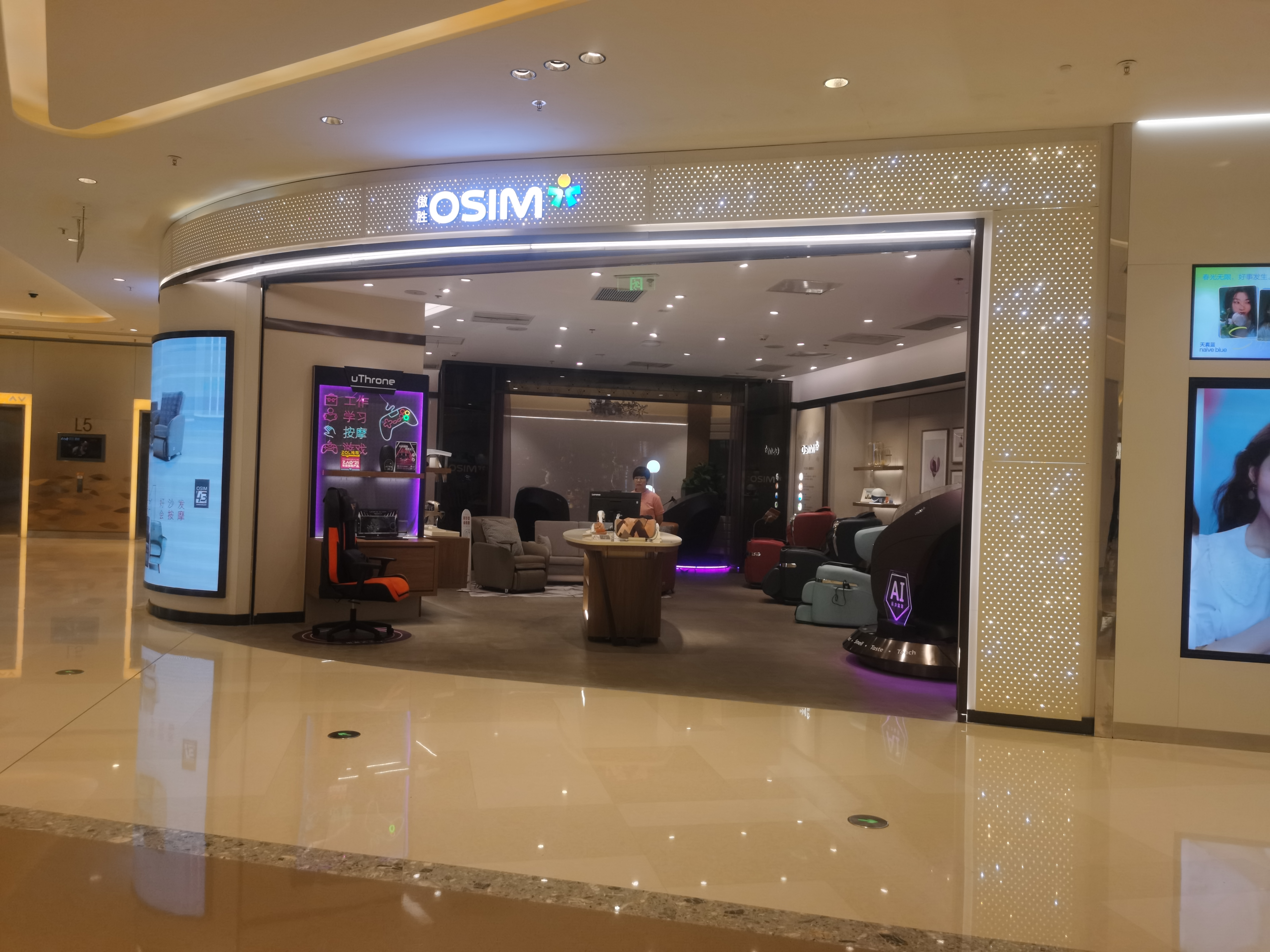
傲胜位于中国大陆江苏省苏州市苏州中心的门店

傲勝國際企業有限公司，簡稱傲勝國際（英語：OSIM International Limited，新交所除牌前：O23、OTCBB：OMIMY
）在1980年，由沈財福於新加坡創立，屬於V3 Group旗下的子公司。業務除了經營及生產各種類型按摩椅，還經營各種保健產品，經營餐飲服務及食品銷售。

## 歷史
其股份自2000年在新加坡交易所上市。其中以香港、中國、台灣、新加坡居多，其次是美國等國家地區，例如在2005年收購美國布洛史敦零售店55%股權，而在2010年，計劃在台灣證券交易所申請以台灣存託憑證上市，但由於受到歐債危機拖累而被迫擱置。
該公司被股東沈財福以3.2億元新加坡，每股1.39坡元進行私有化。
2017年1月初，該公司正計劃來港上市，並把原有旗下TWG和Oni業務從中剝離。

## 過去合作的公司
寶可夢、迪士尼、變形金剛、Marvel、Pininfarina、Miffy

## 國際獎項
- 2023紅點設計大獎 - 減壓養身椅
- 2021紅點設計大獎 - 5感養身椅
- 2016紅點設計大獎 - 刮痧按摩器

## 產品系列
- uDream
- uInfinity
- uLove
- uDivine
- uRegal
- uNano
- uDiva
- uDesire
- uPilot
- uYogga
- uMagic
- uThrone

## 代言人
- 劉德華
- 林俊傑
- 趙又廷
- 郭羨妮
- 劉嘉玲
- 汪明荃
- 古天樂
- 農夫
- 軟硬天師
- 麥玲玲
- S.H.E.
- 張菲
- 林志玲
- 徐熙娣
- 王儷婷
- 王敏德
- 容祖兒
- 鄭秀文
- 鄭裕玲
- 李敏鎬
- 玄彬
- 范冰冰
- 周奕瑋
- 陸浩明
- 盧瀚霆

## 外部連結
- OSIM.com （页面存档备份，存于）